# Émilie Sériziat y su hijo
El retrato de Émilie Sériziat y su hijo es un cuadro pintado en 1795 por Jacques-Louis David. Forma con el Retrato de Pierre Sériziat, pintado al mismo tiempo, el díptico de los esposos Sériziat, miembros de la familia política del pintor. Ambas obras fueron expuestas en el Salón de pintura de 1795.

## David y el matrimonio Sériziat
Después de su encarcelamiento por haber sostenido la causa de Robespierre, David, liberado, fue autorizado a permanecer con su concuñado, el abogado Pierre Sériziat, en su casa de Favières (Seine-et-Marne). Es allí que pintará el retrato de su anfitrión y de su cónyuge que era cuñada del pintor, hermana de su esposa.
Mientras Monsieur Sériziat aparece al aire libre, su esposa se encuentra en un interior, sentada en el borde de una mesa cubierta con una tela roja, sonriendo con amabilidad mientras coge de la mano a su pequeño hijo, que da la espalda como reticente a posar. En la mano derecha lleva un ramo de flores frescas silvestres.